# グレイテスト・デイ
「グレイテスト・デイ」（Greatest Day）はイギリスの男性グループ、テイク・ザットのシングル曲。5枚目のスタジオアルバム『ザ・サーカス』に収録されている。メインボーカルはゲイリー・バーロウ。

## 背景
作詞作曲はメンバー全員が担当し、プロデューサーにジョン・シャンクスをむかえた。ノッティング・ヒルでレコーディングが行なわれ、その後、ロス・アンゼルスに移動し曲を仕上げた。
2008年10月13日にBBCのラジオ番組内で初披露され、同年11月6日にはMTVヨーロッパ・ミュージック・アワードや同月15日のBBC主催のチャリティ番組、"Children In Need"にてパフォーマンスを行った。
UKでの発売は11月24日。UKチャート1位獲得し、通算11枚目の同チャート1位となった。イギリス国内での売り上げは60万枚を突破し、プラチナ認定されている。

## ブリット・アワード2009
2009年のブリット・アワードでこの曲はパフォーマンスされた。UFOを模した空中に浮かぶステージに乗り歌いながら地上の客席まで降下するが、その際技術的なトラブルが発生したためリップシンクをする必要が出てしまった。
ステージの左半分にいると音声がフェードアウトしてしまうというトラブルであったが、メンバーの立ち位置が固定されているステージだったため、左半分にいたハワード・ドナルドとマーク・オーエンの声をマイクから拾うことが出来ず、口パクでやり過ごすこととなった。

## ビデオ
ミュージック・ビデオはロス・アンゼルスのダウンタウンにある60階建てのビルの屋上で撮影された。U2、ダミアン・ライス、ブルース・スプリングスティーン、ボブ・ディランなどを手がけたミレー・エイビスが監督。AOLで2008年10月22日に初披露された。

## トラック・リスト
- UK CD Single

1. "Greatest Day" (Radio Mix) - 4:01
2. "Sleepwalking" - 3:07

- German CD Single

1. "Greatest Day" (Radio Mix) - 4:01
2. "Sleepwalking" - 3:07
3. "Here" - 3:41
4. "Greatest Day" (Video) - 4:01

## チャート
| チャート (2008)                                   | 最高 順位 |
| ------------------------------------------------- | --------- |
| オーストリア (エードライ・オーストリア・トップ40) | 43        |
| チェコ (IFPI)                                     | 76        |
| デンマーク (トラックリステン)                     | 28        |
| ヨーロッパ (European Hot 100)                     | 8         |
| ドイツ (Media Control Charts)                     | 27        |
| ハンガリー (Rádiós Top 40)                        | 10        |
| アイルランド (IRMA)                               | 2         |
| オランダ (Mega Single Top 100)                    | 30        |
| スコットランド (Official Charts Company)          | 2         |
| スウェーデン (スヴァリイェトプリストン)           | 41        |
| イギリス (オフィシャル・チャート・カンパニー)     | 1         |

| チャート (2008) | 順位 |
| --------------- | ---- |
| イギリス        | 49   |
| チャート (2009) | 順位 |
| イギリス        | 100  |

## 認定
| 国/地域                          | 認定     | 認定/売上数 |
| -------------------------------- | -------- | ----------- |
| イギリス (BPI)                   | Platinum | 600,000     |
| 認定のみに基づく売上数と再生回数 |          |             |

## 2023ヴァージョン
「グレイテスト・デイ (Robin Schulz Rework)」はロビン・シュルツとカルム・スコットをフィーチャリングして再構築した新たなヴァージョンであり、2023年5月5日にミュージカル映画『グレイテスト・デイズ』のプロモーションの一環として発売された。
リリースから2日後にウィンザー城で行われたチャールズ3世とカミラの戴冠式を祝うコンサートで演奏された。
このヴァージョンは2024年、パルム・ドールを制した映画『アノーラ』でも使用されている。

### チャート
| チャート (2023)                           | 最高 順位 |
| ----------------------------------------- | --------- |
| UK ダウンロード (Official Charts Company) | 7         |
| UK Singles Sales (OCC)                    | 7         |

## その他の使用
2014年3月、バーロウとイライザ・ドゥーリトル、ケイティ・B、スパイス・ガールズのメラニーCとエマ・バントン、元プロサッカー選手
のゲーリー・リネカーとマイケル・オーウェンなどが参加して2014 FIFAワールドカップイギリス代表の公式応援歌として再録音したヴァージョンが使用された。ミュージックビデオはスポーツ・リリーフの期間中にYouTubeで公開されたが、シングルとして発売されることはなかった。
本曲はKey 103から改名したヒッツ・ラジオで最初に放送される一曲目としてオンライン投票を通じて選ばれた。